# Samarga
La Samarga (in russo Самарга́?) è un fiume dell'Estremo oriente russo, tributario del Mar del Giappone. Scorre nel Ternejskij rajon del Territorio del Litorale.
Il fiume ha origine sul versante orientale del monte Kupol (catena Sichotė-Alin') ad un'altitudine di 1 558 m. Scorre in direzione sud-est e sfocia nello Stretto dei Tartari, vicino al villaggio di Samarga. La lunghezza è di 218 km, il bacino idrografico è di 7 760 km².
Il fiume scorre attraverso una stretta valle longitudinale. L'area adiacente alla valle è ampia e collinare, ricoperta da boschi, la cui composizione varia dalla sorgente alla foce: nella parte superiore predomina la foresta mista (abete, abete rosso, betulla, quercia), quercia, betulla e arbusti, verso la foce. Il suo maggior affluente è il Dagdy (lungo 79 km) proveniente dalla sinistra idrografica.